# Storm Corrosion
Storm Corrosion är en musikgrupp bestående av Mikael Åkerfeldt mest känd ifrån det progressiva inspirerade death-metalbandet Opeth och Steven Wilson sångare och frontfigur i bandet Porcupine Tree. Det första albumet blev färdigställt i september 2011 och bandet släppte det under namnet Storm Corrosion den 7 maj 2012 på det nederländska skivbolaget Roadrunner Records.

## Låtlista
1. Drag Ropes - 9:52
2. Storm Corrosion - 10:09
3. Hag - 6:26
4. Happy - 4:54
5. Lock Howl - 6:10
6. Ljudet Innan - 10:20